# Doris Kareva

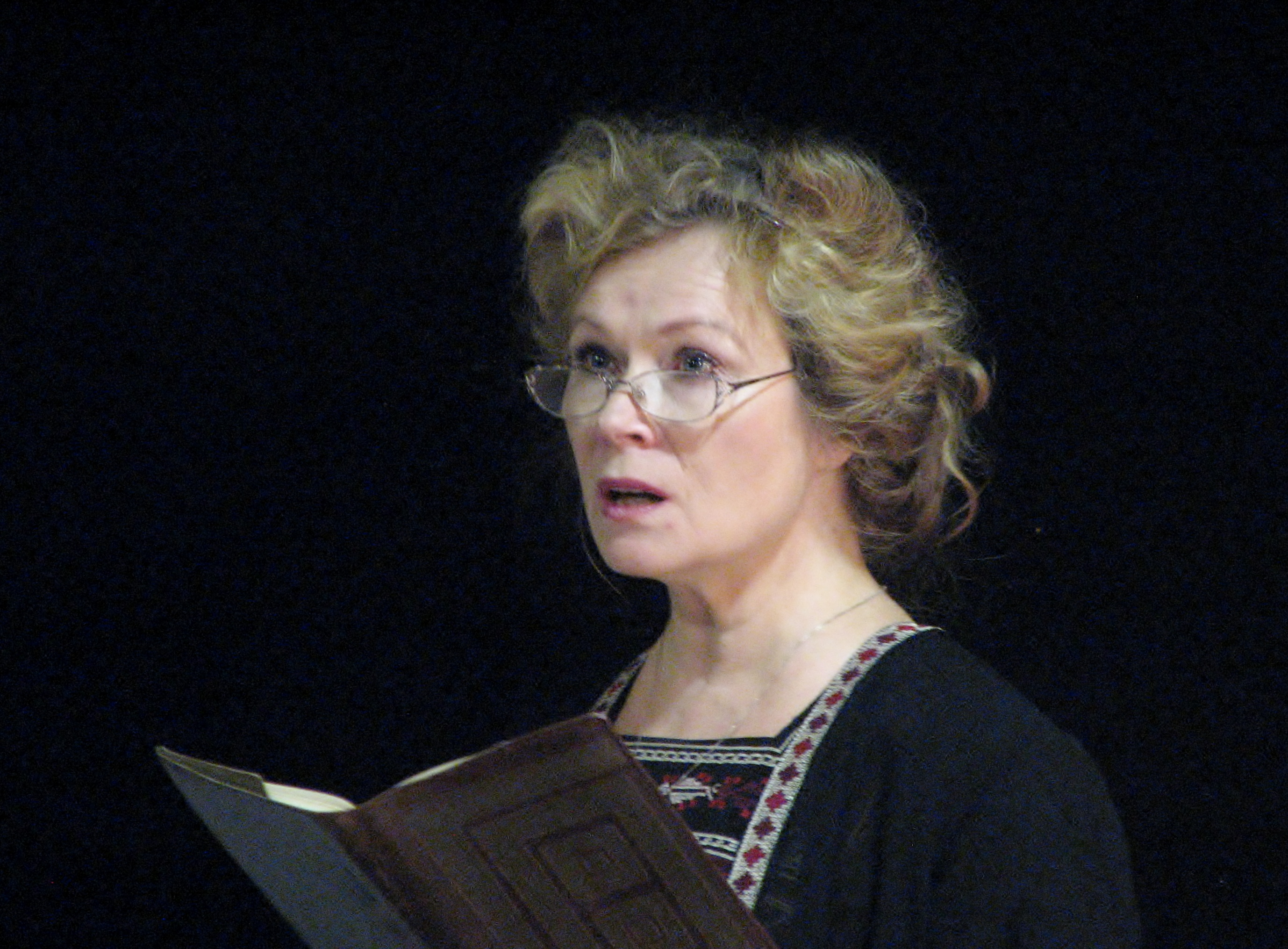
Doris Kareva

Doris Kareva (ur. 1958 w Tallinnie) – estońska poetka i tłumaczka, jedna z najbardziej znanych poetek z tego kraju.
Jej ojcem był kompozytor Hillar Kareva. Absolwentka filologii angielskiej na Uniwersytecie w Tartu. Pracowała jako redaktorka, była też (przez 16 lat) Sekretarzem Generalnym Komisji Krajowej estońskiego UNESCO. Zadebiutowała w 1978 roku tomikiem Päevapildid. Od tego czasu opublikowała m.in. 14 tomików poetyckich, zbiór prozy i zbiór esejów. Zajmowała się też tłumaczeniem. Przekładała na estoński m.in. Szekspira, Samuela Becketta, Emily Dickinson, Iosifa Brodskiego, W.H. Audena, Khalil Gibrana i Annę Achmatową. W 1991 i 1993 roku otrzymała nagrodę literacką czasopisma „Looming”, a w 1993 i 2005 Nagrodę Narodową w dziedzinie kultury.
Jej twórczość została przetłumaczona na co najmniej 18 języków. Była też wielokrotnie wystawiana z muzyką.

## Wybrana twórczość
- Päevapildid (poezja, 1978)
- Ööpildid (poezja, 1980)
- Puudutus (poezja, 1981)
- Salateadvus (poezja, 1983)
- Vari ja viiv (poezja, 1986)
- Armuaeg (poezja, 1991)
- Maailma asemel (poezja, 1992)
- Hing ring (poezja, 1997)
- Fraktalia (poezja, 2000)
- Mandragora (poezja, 2002)
- Aja kuju (poezja, 2005)
- Tähendused: Kirjutisi aastaist 1988-2007 (eseje, 2007)
- Lõige (poezja, 2007)
- Sa pole üksi. Lood (opowiadania, 2011)